# Орловське сільське поселення (Кіровська область)
Орло́вське сільське поселення (рос. Орловское сельское поселение) — адміністративна одиниця у складі Орловського району Кіровської області Росії. Адміністративний центр поселення — присілок Моржі.

## Історія
Станом на 2002 рік на території сучасного поселення існували такі адміністративні одиниці:
- Кленовицький сільський округ (село Кленовиця, присілки Березнік, Канаєвщина, Краєви, Пестеревщина, Солоніцини, Чупіни)
- Колковський сільський округ (село Колково, присілки Агапіха, Зонови, Кодоловщина, Малкови, Тарабанови, Тобольські)
- Кузнецівський сільський округ (присілки Агалаченки, Болдичі, Боярщина, Великі Жданови, Верхні Опаріни, Вершинята, Веснінічі, Головешкіни, Даниловка, Заберезнік, Зачорнушка, Казаковцеви, Казанщина, Кіпеневщина, Кодачиги, Кодоловщина, Колеватови, Колупаєви, Коровій Волок, Кривошиїни, Криловщина, Кузнеці, Малі Жданови, Мамаєвщина, Монастир, Монастирщина, Нижні Опаріни, Ожиганови, Пермінови, Пишак, Поляновщина, Пушкаревщина, Саламатови, Сенці, Скозирята, Солов'ї, Чигірень, Шадріни, Шигонці)
- Лугіновський сільський округ (селища Племптицесовхоз, Центральна усадьба плодосовхоза, присілки Бадьїни, Березіни, Білянка, Буличеви, Грошовка, Ісупово, Крінічі, Лугіновка, Мундоро, Назарови, Стульнікови, Ускови, Хохлови, Яранічі)
- Підгородний сільський округ (присілок Багаєви, Башкир, Боярське, Васеніни, Великі Скуріхіни, Високово, Відро, Володіни, Гребеневи, Давидови, Журавлі, Зубарі, Колеватови, Кордон Шапкіно, Коротаєви, Куликовщина, Малі Скуріхіни, Моржі, Нагоряна, Новоселови, Овчиннікови, Петухи, Піски, Полевщикови, Поляки, Поташиці, Семеново, Торопови, Торощини, Трухіни, Філімонови, Халтуріни, Чарушнікови, Чисть, Шубіни)
- Русановський сільський округ (село Русаново, присілки Зубарі, Коротаєви, Малі Кузнецови, Міхеєви, Чиренки, Шушкани)
- Соловецький сільський округ (село Соловецьке, присілки Голодаєвщина, Забайдуг, Кумачі, Потанічі, Селічі, Шабальонки, Шеромови, Шишкарі)
- Степановський сільський округ (присілки Боярські, Зимаки, Лапитічі, Малиші, Малишовщина, Мальці, Степановщина, Шалагінці)
- Тохтінський сільський округ (село Тохтіно, присілки Бізяєви, Веретея, Гребеневщина, Зикови, Красний Луговик, Малі Чемоданови, Мургазеєво, Обаїми, Озерки, Піски, Погудіни, Старостіни, Торопови, Тюфяки, Усенки, Ярушонки)
- Цепелівський сільський округ (село Підрельє, присілки Боярщина, Вересенки, Верхні Толмачі, Вершинята, Голиші, Єпіховщина, Завой, Заовраг, Зоновщина, Катюхінці, Красногори, Лютовщина, Мосалі, Нижні Толмачі, Підколюга, Раменьє, Тупіцини, Цепелі, Хрестуни, Шиїни, Юркічі)
- Чудіновський сільський округ (село Чудіново, присілки Брюхановщина, Буличі, Васенічі, Васкічі, Великі Юрінці, В'язовка, Колошини, Коншаки, Коробовщина, Косі, Кузнеці, Маклаки, Марамиги, Мізгірі, Найковщина, Нечаєвщина, Нижній Курінь, Новоселови, Підберезні, Слободка, Шишкарі, Яйцовщина)
- Шадрічівський сільський округ (присілки Демаки, Засора, Кодолови, Лощилята, Полушини, Солов'ї, Темняковщина, Хохлови, Шадрічі)

Згідно із законом Кіровської області від 7 грудня 2004 року № 284-ЗО у рамках муніципальної реформи були утворені Колковське (Колковський, Соловецький та Степановський сільські округи), Кузнецівське (Кузнецівсський сільський округ), Лугіновське (Лугіновський сільський округ), Підгородне (Підгородний сільський округ), Тохтінське (Тохтінський сільський округ), Цепелівське (Цепелівський сільський округ), Чудіновське (Чудіновський сільський округ) та Шадрічівське (Кленовицький, Русановський та Шадрічівський сільські округи) сільські поселення. 2011 року усі вони були об'єднані у Орловське сільське поселення.

## Населення
Населення поселення становить 5516 осіб (2017; 5623 у 2016, 5700 у 2015, 5801 у 2014, 5861 у 2013, 5905 у 2012, 5975 у 2010, 7594 у 2002).

## Склад
До складу поселення входять 167 населених пунктів:
| Населений пункт                         | Населення, осіб (2002) | Населення, осіб (2010) |
| --------------------------------------- | ---------------------- | ---------------------- |
| Агалаченки, присілок                    | 0                      | -                      |
| Агапіха, присілок                       | 3                      | 0                      |
| Багаєви, присілок                       | 2                      | 0                      |
| Бадьїни, присілок                       | 0                      | 1                      |
| Башкир, присілок                        | 2                      | 0                      |
| Березнік, присілок                      | 0                      | 0                      |
| Бізяєви, присілок                       | 0                      | 0                      |
| Білянка, присілок                       | 71                     | 51                     |
| Болдичі, присілок                       | 38                     | 33                     |
| Боярське, присілок                      | 29                     | 17                     |
| Боярські, присілок                      | 19                     | 0                      |
| Боярщина, присілок                      | 9                      | 2                      |
| Брюхановщина, присілок                  | 0                      | 0                      |
| Буличеви, присілок                      | 90                     | 85                     |
| Буличі, присілок                        | 1                      | 4                      |
| Васеніни, присілок                      | 15                     | 16                     |
| Васенічі, присілок                      | 0                      | 0                      |
| Васкичі, присілок                       | 1                      | 1                      |
| Великі Жданови, присілок                | 21                     | 4                      |
| Великі Скуріхіни, присілок              | 15                     | 8                      |
| Великі Юрінці, присілок                 | 19                     | 4                      |
| Вересенки, присілок                     | 3                      | 7                      |
| Веретея, присілок                       | 31                     | 19                     |
| Верхні Вершинята, присілок              | 0                      | 0                      |
| Верхні Опаріни, присілок                | 2                      | -                      |
| Верхні Толмачі, присілок                | 5                      | 5                      |
| Верхня Боярщина, присілок               | 10                     | 2                      |
| Вершинята, присілок                     | 6                      | 3                      |
| Весніничі, присілок                     | 7                      | 4                      |
| Вєдро, присілок                         | 2                      | 1                      |
| Високово, присілок                      | 135                    | 82                     |
| Володіни, присілок                      | 8                      | 4                      |
| В'язовка, присілок                      | 3                      | 2                      |
| Голиші, присілок                        | 9                      | 2                      |
| Головешкіни, присілок                   | 1                      | 0                      |
| Голодаєвщина, присілок                  | 2                      | 0                      |
| Гребеневи, присілок                     | 6                      | 0                      |
| Гребеневщина, присілок                  | 6                      | 1                      |
| Грошовка, присілок                      | 6                      | 1                      |
| Давидови, присілок                      | 33                     | 35                     |
| Даниловка, присілок                     | 55                     | 30                     |
| Демаки, присілок                        | 5                      | 0                      |
| Єпіховщина, присілок                    | 55                     | 36                     |
| Журавлі, присілок                       | 2                      | 0                      |
| Забайдуг, присілок                      | 2                      | 6                      |
| Заберезнік, присілок                    | 6                      | 4                      |
| Завой, присілок                         | 0                      | 0                      |
| Заовраг, присілок                       | 6                      | 6                      |
| Засора, присілок                        | 3                      | 2                      |
| Зачорнушка, присілок                    | 8                      | 4                      |
| Зикови, присілок                        | 10                     | 4                      |
| Зимаки, присілок                        | 2                      | 1                      |
| Зонови, присілок                        | 2                      | 0                      |
| Зоновщина, присілок                     | 1                      | 0                      |
| Зубарі, присілок                        | 0                      | 0                      |
| Зубарі, присілок                        | 8                      | 1                      |
| Ісупово, присілок                       | 0                      | 1                      |
| Казаковцеви, присілок                   | 75                     | 33                     |
| Казанщина, присілок                     | 0                      | 0                      |
| Канаєвщина, присілок                    | 4                      | 1                      |
| Катюхінці, присілок                     | 9                      | 8                      |
| Кіпеневщина, присілок                   | 4                      | 0                      |
| Кленовиця, село                         | 19                     | 16                     |
| Кодачиги, присілок                      | 0                      | 0                      |
| Кодолови, присілок                      | 0                      | 0                      |
| Кодоловщина, присілок                   | 0                      | 0                      |
| Кодоловщина, присілок                   | 0                      | 2                      |
| Колеватови, присілок                    | 17                     | 5                      |
| Колеватови, присілок                    | 0                      | 0                      |
| Колково, село                           | 548                    | 392                    |
| Колошини, присілок                      | 2                      | 0                      |
| Колупаєви, присілок                     | 1                      | 0                      |
| Коншаки, присілок                       | 0                      | 0                      |
| Кордон Шапкіно, присілок                | 0                      | 1                      |
| Коробовщина, присілок                   | 123                    | 77                     |
| Коровій Волок, присілок                 | 0                      | -                      |
| Коротаєви, присілок                     | 2                      | 0                      |
| Коротаєви, присілок                     | 0                      | 0                      |
| Косі, присілок                          | 0                      | 1                      |
| Краєви, присілок                        | 0                      | 0                      |
| Красний Луговик, присілок               | 0                      | -                      |
| Красногори, присілок                    | 40                     | 26                     |
| Кривошиїни, присілок                    | 0                      | 0                      |
| Криловщина, присілок                    | 7                      | 4                      |
| Кріничі, присілок                       | 0                      | 4                      |
| Кузнеці, присілок                       | 731                    | 680                    |
| Кузнеці, присілок                       | 10                     | 8                      |
| Куликовщина, присілок                   | 18                     | 15                     |
| Кумачі, присілок                        | 2                      | 2                      |
| Лапитічі, присілок                      | 0                      | 0                      |
| Лощилята, присілок                      | 3                      | 1                      |
| Лугіновка, присілок                     | 116                    | 105                    |
| Лютовщина, присілок                     | 0                      | 0                      |
| Маклаки, присілок                       | 27                     | 17                     |
| Малиші, присілок                        | 0                      | 0                      |
| Малишовщина, присілок                   | 43                     | 13                     |
| Малі Жданови, присілок                  | 17                     | 7                      |
| Малі Кузнецови, присілок                | 23                     | 15                     |
| Малі Скуріхіни, присілок                | 7                      | 0                      |
| Малі Солов'ї, присілок                  | 0                      | 0                      |
| Малі Чемоданови, присілок               | 6                      | 4                      |
| Малкови, присілок                       | 17                     | 8                      |
| Мальці, присілок                        | 0                      | 0                      |
| Мамаєвщина, присілок                    | 108                    | 49                     |
| Марамиги, присілок                      | 5                      | 4                      |
| Мізгірі, присілок                       | 34                     | 20                     |
| Міхеєви, присілок                       | 23                     | 22                     |
| Монастир, присілок                      | 0                      | -                      |
| Монастирщина, присілок                  | 13                     | 8                      |
| Моржі, присілок                         | 331                    | 307                    |
| Мосалі, присілок                        | 0                      | 0                      |
| Мундоро, присілок                       | 24                     | 24                     |
| Мургазеєво, присілок                    | 2                      | 0                      |
| Нагоряна, присілок                      | 1                      | 0                      |
| Назарови, присілок                      | 78                     | 85                     |
| Найковщина, присілок                    | 5                      | 4                      |
| Нечаєвщина, присілок                    | 0                      | 0                      |
| Нижній Курінь, присілок                 | 12                     | 6                      |
| Нижні Опаріни, присілок                 | 0                      | 0                      |
| Нижні Толмачі, присілок                 | 3                      | 6                      |
| Новоселови, присілок                    | 2                      | 0                      |
| Новоселови, присілок                    | 11                     | 5                      |
| Обаїми, присілок                        | 11                     | 6                      |
| Овчиннікови, присілок                   | 0                      | 2                      |
| Ожиганови, присілок                     | 9                      | 3                      |
| Озерки, присілок                        | 8                      | 3                      |
| Пермінови, присілок                     | 0                      | 0                      |
| Пестеревщина, присілок                  | 0                      | -                      |
| Пєтухи, присілок                        | 0                      | 0                      |
| Пишак, присілок                         | 0                      | -                      |
| Підберезні, присілок                    | 11                     | 6                      |
| Підколюга, присілок                     | 0                      | 0                      |
| Підрельє, село                          | 0                      | 0                      |
| Піски, присілок                         | 0                      | 0                      |
| Племптицесовхоз, селище                 | 90                     | 71                     |
| Погудіни, присілок                      | 0                      | 0                      |
| Полевщикови, присілок                   | 0                      | 0                      |
| Полушини, присілок                      | 4                      | 0                      |
| Поляки, присілок                        | 178                    | 162                    |
| Поляновщина, присілок                   | 2                      | 2                      |
| Потаничі, присілок                      | 2                      | 2                      |
| Поташиці, присілок                      | 0                      | 0                      |
| Пушкаревщина, присілок                  | 4                      | 0                      |
| Раменьє, присілок                       | 1                      | 6                      |
| Русаново, село                          | 325                    | 244                    |
| Саламатови, присілок                    | 2                      | 0                      |
| Селичі, присілок                        | 15                     | 5                      |
| Семеново, присілок                      | 3                      | 1                      |
| Сенці, присілок                         | 0                      | 0                      |
| Скозирята, присілок                     | 92                     | 82                     |
| Слободка, присілок                      | 5                      | 3                      |
| Соловецьке, село                        | 98                     | 46                     |
| Солов'ї, присілок                       | 14                     | 5                      |
| Солоніцини, присілок                    | 178                    | 156                    |
| Старостіни, присілок                    | 0                      | 0                      |
| Степановщина, присілок                  | 279                    | 172                    |
| Стульникови, присілок                   | 0                      | 0                      |
| Тарабанови, присілок                    | 3                      | 0                      |
| Темняковщина, присілок                  | 30                     | 16                     |
| Тобольські, присілок                    | 6                      | 2                      |
| Торопови, присілок                      | 14                     | 10                     |
| Торощини, присілок                      | 0                      | 0                      |
| Тохтіно, село                           | 465                    | 385                    |
| Тохтінські Піски, присілок              | 0                      | 0                      |
| Тохтінські Торопови, присілок           | 0                      | 0                      |
| Трухіни, присілок                       | 6                      | 2                      |
| Тупіцини, присілок                      | 0                      | 0                      |
| Тюфяки, присілок                        | 0                      | 0                      |
| Усенки, присілок                        | 0                      | 0                      |
| Ускови, присілок                        | 0                      | 0                      |
| Філімонови, присілок                    | 60                     | 64                     |
| Халтуріни, присілок                     | 2                      | 1                      |
| Хохлови, присілок                       | 292                    | 254                    |
| Хохлови, присілок                       | 0                      | 0                      |
| Хрестуни, присілок                      | 0                      | 0                      |
| Центральна усадьба плодосовхоза, селище | 407                    | 396                    |
| Цепелі, присілок                        | 714                    | 647                    |
| Чарушникови, присілок                   | 23                     | 24                     |
| Чигірень, присілок                      | 0                      | -                      |
| Чиренки, присілок                       | 1                      | 0                      |
| Чисть, присілок                         | 79                     | 60                     |
| Чудіново, село                          | 395                    | 349                    |
| Чудіновські Шишкарі, присілок           | 2                      | 1                      |
| Чупіни, присілок                        | 60                     | 51                     |
| Шабальонки, присілок                    | 2                      | 0                      |
| Шадріни, присілок                       | 7                      | 1                      |
| Шадричі, присілок                       | 308                    | 237                    |
| Шалагінці, присілок                     | 0                      | 0                      |
| Шеромови, присілок                      | 1                      | 0                      |
| Шигонці, присілок                       | 0                      | 0                      |
| Шиїни, присілок                         | 0                      | 0                      |
| Шишкарі, присілок                       | 33                     | 17                     |
| Шубини, присілок                        | 2                      | 1                      |
| Шушкани, присілок                       | 4                      | 0                      |
| Юркичі, присілок                        | 0                      | 0                      |
| Яйцовщина, присілок                     | 22                     | 2                      |
| Яраничі, присілок                       | 14                     | 0                      |
| Ярушонки, присілок                      | 7                      | 4                      |